# Clinton Heylin
Clinton Heylin (8 de abril de 1960) é um autor britânico que escreveu extensamente sobre música popular e o trabalho de Bob Dylan.

## Educação
Heylin frequentou a Manchester Grammar School. Estudou história na Bedford College, Universidade de Londres, seguido por um mestrado em história na Universidade de Sussex.

## Obra
Heylin escreveu extensivamente sobre a vida e o trabalho de Bob Dylan, combinando entrevistas com pesquisas discográficas. Sua biografia Dylan: Behind the Shades (1991) foi republicada numa segunda edição revisada como Bob Dylan: Behind the Shades – Take Two (edição britânica, 2000) e Bob Dylan: Behind the Shades Revisited (edição americana, 2001).
Heylin publicou uma análise detalhada de cada música de Dylan em dois volumes: Revolution in the Air: The Songs of Bob Dylan: Vol. 1: 1957–73 (2009) e Still on the Road: The Songs of Bob Dylan: Vol. 2: 1974–2008 (2010). Esses livros analisam 610 músicas escritas pelo cantor, dedicando uma seção numerada a cada música. Em 2011, para marcar o 70º aniversário de Dylan, Heylin publicou Behind the Shades: The 20th Anniversary Edition, que continha 60 000 palavras de material novo para cobrir o trabalho de Dylan desde 2000.
Também escreveu biografias sobre Van Morrison e Sandy Denny. Recebeu críticas favoráveis por seu estudo sobre Orson Welles, Despite the System: Orson Welles versus the Hollywood Studios, e sobre os sonetos de Shakespeare, So Long As Men Can Breathe.
Em 2012 publicou um livro sobre a doença mental no rock britânica das décadas de 1960 e 1970. Intitulado All the Madmen, inclui capítulos sobre a conferência Dialética da Libertação de 1967, Syd Barrett, o álbum do Pink Floyd The Dark Side of the Moon, o tema da esquizofrenia de David Bowie em suas canções, o álbum Quadrophenia do The Who, e Nick Drake.
Ainda em 2012 escreveu E Street Shuffle: The Glory Days of Bruce Springsteen and the E Street Band, uma biografia de Bruce Springsteen e uma análise de suas realizações no estúdio de gravação.
Escreveu It's One for the Money (2015), uma história de publicação de músicas desde o nascimento da indústria fonográfica popular e o estabelecimento de direitos autorais de músicas no início do século XX. No ano seguinte, publicou Anarchy in the Year Zero: The Sex Pistols, the Clash and the Class of '76, seu relato da música punk britânica no ano de 1976.
Em outubro publicou um estudo sobre a turnê mundial de Bob Dylan em 1966, Judas!: From Forest Hills to the Free Trade Hall: A Historical View of Dylan's Big Boo. Também contribuiu com as notas para o conjunto de 36 CDs Bob Dylan: The 1966 Live Recordings, lançado pela Sony/Legacy Recordings, que inclui todas as gravações conhecidas da turnê daquele ano.
Em 2017, Heylin publicou seu relato sobre a polêmica fase cristã "Born Again" de Dylan, Trouble In Mind: Bob Dylan's Gospel Years: What Really Happened. O livro complementou o lançamento de The Bootleg Series Vol. 13: Trouble No More 1979–1981, que consistiu num grande número de músicas não editadas e performances ao vivo deste período na carreira de gravações e apresentações do músico.

## Livros
- Saved! The Gospel Speeches of Bob Dylan. Hanuman Books, NY & Madras, 1990. ISBN 978-0-937815-38-0
- Dylan Behind the Shades. Penguin, UK; Simon & Schuster, US, 1991. ISBN 0-14-015413-2
- Bob Dylan: The Recording Sessions 1960–94. Penguin. UK; St Martin’s Press, US, 1995. ISBN 0-312-13439-8
- Dylan Day By Day: A Life in Stolen Moments. Music Sales/Schirmer, 1996. ISBN 978-0-7119-5669-8
- Dylan's Daemon Lover: The Story of a 450-Year Old Pop Ballad. Helter Skelter, 1998. ISBN 978-1-900924-15-3
- Bob Dylan: Behind The Shades – Take Two. Penguin-Viking, UK, 2000. ISBN 0-14-028146-0
- No More Sad Refrains: The Life & Times of Sandy Denny. Helter Skelter, 2001. ISBN 1-900924-11-0
- Bob Dylan: Behind the Shades Revisited. Harper-Collins, US, 2001. ISBN 0-06-052569-X
- Can You Feel the Silence? – Van Morrison: A New Biography. Viking-Penguin, UK; Chicago Review Press, US, 2004. ISBN 978-1-55652-542-1
- Bootleg – The Rise & Fall of the Secret Recording Industry. Omnibus Press, 2004. ISBN 978-1-84449-151-3
- Despite the System: Orson Welles Versus the Hollywood Studios. Canongate, UK; Chicago Press Review, US, 2005. ISBN 1-84195-685-6
- All Yesterdays' Parties: The Velvet Underground in Print 1966–71. Da Capo Press, 2005. ISBN 978-0-306-81477-8
- From the Velvets to the Voidoids: The Birth of American Punk. Helter Skelter, UK; Chicago Review Press, US, 2005. ISBN 978-1-55652-575-9
- The Act You've Known For All These Years: A Year in the Life of Sgt Pepper & Friends. Canongate-Grove, US/UK, 2007. ISBN 978-1-84195-955-9
- Babylon's Burning: From Punk to Grunge. Penguin/ Canongate-Grove, US/UK, 2007. ISBN 978-0-670-91606-1
- So Long As Men Can Breathe: The Untold Story of Shakespeare's Sonnets. Perseus, US, 2009. ISBN 978-0-306-81805-9
- Revolution in the Air: The Songs of Bob Dylan: Vol. 1: 1957–73. Constable-Robinson, UK; Acappella, US, 2009. ISBN 978-1-84901-296-6
- Still on the Road: The Songs of Bob Dylan: Vol. 2: 1974–2008. Constable, UK. 2010. ISBN 978-1-84901-598-1
- E Street Shuffle: The Glory Days of Bruce Springsteen and the E Street Band. Constable. 2012. ISBN 978-1780335797
- All the Madmen: Barrett, Bowie, Drake, the Floyd, the Kinks, the Who and the Journey to the Dark Side of English Rock. Constable. 2012. ISBN 1-84901-880-4
- Behind the Shades: The 20th Anniversary Edition. Faber and Faber. 2011. ISBN 978-0-571-27240-2
- It's One for the Money: The Song Snatchers Who Carved Up a Century of Pop & Sparked a Musical Revolution. Constable. 2015. ISBN 978-1472111906
- Anarchy in the Year Zero: The Sex Pistols, The Clash and the Class of 76. Route Publishing. 2016. ISBN 978-1901927665
- Judas!: From Forest Hills to the Free Trade Hall: A Historical View of Dylan's Big Boo. Route Publishing. 2016. ISBN 978-1901927689
- Trouble in Mind: Bob Dylan's Gospel Years – What Really Happened. Lesser Gods. 2017. ISBN 978-1944713294. Route Publishing ISBN 978-1901927726 [8]